# فاطمة المشهداني
فاتيما سعد محمود المشهداني (ولدت في 8 مايو 1998) وهي لاعبة عراقية (نبالة) في المنتخب الوطني. كما أنها نافست على بطولة العالم للرماية عام 2013.